# Gand-Wevelgem 2024
La 86e édition de Gand-Wevelgem in Flanders Field, une course cycliste masculine sur route, a lieu le 24 mars 2024. Le parcours est tracé principalement dans la province de Flandre-Occidentale, en Belgique. 

## Présentation
Gand-Wevelgem fait partie du calendrier UCI World Tour 2024 en catégorie 1.UWT. Elle est organisée par le vélo club Het Vliegend Wiel et fait partie du calendrier de l'UCI World Tour depuis 2006.

### Équipes
Vingt-cinq équipes sont inscrites à la course, avec les dix-huit UCI WorldTeams et sept UCI ProTeams invitées. 
| WorldTeams (18)- Alpecin-Deceuninck - Arkéa-B&B Hotels - Astana Qazaqstan Team - Bahrain Victorious - Bora-Hansgrohe - Cofidis - Decathlon-AG2R La Mondiale - EF Education-EasyPost - Ineos Grenadiers - Intermarché-Wanty - Lidl-Trek - Soudal Quick-Step - Team dsm-firmenich PostNL - Team Jayco AlUla - Team Visma \| Lease a Bike - UAE Team Emirates - Movistar Team - Groupama-FDJ ProTeams (7)- Israel-Premier Tech - Lotto Dstny - Uno-X Mobility - TotalEnergies - Q36.5 Pro Cycling Team - Team Flanders-Baloise - Tudor Pro Cycling Team |
| |

## Parcours
Le départ est donné Menenpoort à Ypres et la ligne d'arrivée est tracée sur Vanackerestraat à Wevelgem après un parcours de 253,1 km. Au programme, les coureurs franchissent entre autres le Monteberg, le Baneberg, le Scherpenberg, sans oublier le Mont Kemmel. Comme l'année précédente, le parcours comprend  des plugstreets, d’étroits chemins mi-terre, mi-gravier qui sillonnent le bois de Ploegsteert (dans la commune wallonne de Comines-Warneton).
| Mont | Nom                     | Km    | Revêtement | Longueur (m) | Pente moyenne | Km de l'arrivée |
| ---- | ----------------------- | ----- | ---------- | ------------ | ------------- | --------------- |
| 1    | Scherpenberg            | 156,5 | Asphalte   | 1 000        | 2,3 %         | 96,6            |
| 2    | Baneberg (nl)           | 161,2 | Asphalte   | 1 300        | 6 %           | 91,9            |
| 3    | Monteberg (nl)          | 167,2 | Asphalte   | 1 000        | 5,4 %         | 85,9            |
| 4    | Mont Kemmel - Belvedère | 169,0 | Pavé       | 400          | 10,4 %        | 84,1            |
| 5    | Monteberg (nl)          | 199,5 | Asphalte   | 1 000        | 5,4 %         | 53,6            |
| 6    | Mont Kemmel - Belvedère | 201,3 | Pavé       | 400          | 10,4 %        | 51,8            |
| 7    | Scherpenberg            | 208,8 | Asphalte   | 1 000        | 2,3 %         | 44,3            |
| 8    | Baneberg (nl)           | 213,5 | Asphalte   | 1 300        | 6 %           | 39,6            |
| 9    | Mont Kemmel - Ossuaire  | 218,8 | Pavé       | 700          | 10,9 %        | 34,3            |

## Favoris
En l'absence de Wout van Aert, le grand favori est le champion du monde Mathieu van der Poel, vainqueur autoritaire deux jours plus tôt à l'E3 Saxo Bank Classic. Les autres favoris ou outsiders sont Mads Pedersen, vainqueur en 2020, Matej Mohorič, Jhonatan Narváez, Tiesj Benoot, Jasper Stuyven et Stefan Küng. S'ils parviennent à franchir le Mont Kemmel avec les meilleurs, les sprinteurs Jasper Philipsen, Michael Matthews, Olav Kooij, Tim Merlier, Arnaud De Lie, Biniam Girmay, vainqueur en 2022, Danny van Poppel et Dylan Groenewegen peuvent aussi l'emporter. La course pourrait aussi s'orienter vers un duel entre les équipes Alpecin-Deceuninck (van der Poel, Philipsen, Søren Kragh Andersen, Gianni Vermeersch) et Lidl-Trek (Pedersen, Stuyven, Alex Kirsch, Edward Theuns, Jonathan Milan), qui semblent intrinsèquement les plus fortes.

## Déroulement de la course
À la suite de la première montée du Mont Kemmel (84 km de l'arrivée), sept coureurs prennent un avantage sur le peloton. Ces sept hommes sont les trois équipiers de Lidl-Trek Mads Pedersen, Jonathan Milan et Jasper Stuyven ainsi que Mathieu van der Poel (Alpecin Deceuninck), Laurence Pithie (Groupama FDJ), Tim van Dijke (Visma Lease a Bike) et Rasmus Tiller (Uno X). Peu de temps après, Milan s'isole en tête obligeant van der Poel à mener la chasse. Dix kilomètres plus loin, van der Poel accélère et fait craquer van Dijke et Tiller avant que Stuyven ne soit lâché, victime d'une crevaison. À 63 km de l'arrivée, Milan est repris par van der Poel, Pithie et Pedersen. Le quatuor ne compte plus qu'une quinzaine de secondes sur le peloton au moment d'entamer la deuxième montée du Mont Kemmel (52 km de l'arrivée). Milan ne peut suivre et lâche prise, le quatuor de tête devenant un trio. Hugo Page (Intermarché Wanty), Ben Turner (Ineos Grenadiers) et Anthony Turgis (TotalEnergies) sortent du peloton et partent en contre derrière les trois hommes de tête mais ne parviennent pas à recoller. Dans la dernière ascension du Mont Kemmel (34 km du terme), c'est au tour de Pithie de se faire décramponner, laissant Pedersen et van der Poel seuls en tête partis pour se disputer la victoire à Wevelgem. Dans le dernier kilomètre, Pedersen est en tête. Aux 300 mètres, Mads Pedersen, toujours en tête, lance le sprint. Mathieu van der Poel essaie de le remonter mais coince aux 50 mètres, permettant au Danois de remporter une seconde victoire à Wevelgem.

## Classements

### Classement final
| \| Classement général \| Classement général \| Classement général \| Classement général \| Classement général \| \| Coureur \| Coureur \| Pays \| Équipe \| Temps \| \| ------------------ \| -------------------- \| ------------------ \| -------------------------- \| ------------------ \| \| 1er \| Mads Pedersen \| Danemark \| Lidl-Trek \| 5 h 36 min 00 s \| \| 2e \| Mathieu van der Poel \| Pays-Bas \| Alpecin-Deceuninck \| + 0 s \| \| 3e \| Jordi Meeus \| Belgique \| Bora-Hansgrohe \| + 16 s \| \| 4e \| Jasper Philipsen \| Belgique \| Alpecin-Deceuninck \| + 16 s \| \| 5e \| Jonathan Milan \| Italie \| Lidl-Trek \| + 16 s \| \| 6e \| Olav Kooij \| Pays-Bas \| Team Visma \\| Lease a Bike \| + 16 s \| \| 7e \| Biniam Girmay \| Érythrée \| Intermarché-Wanty \| + 16 s \| \| 8e \| Tim Merlier \| Belgique \| Soudal Quick-Step \| + 16 s \| \| 9e \| Dylan Groenewegen \| Pays-Bas \| Team Jayco AlUla \| + 16 s \| \| 10e \| Matteo Trentin \| Italie \| Tudor Pro Cycling Team \| + 16 s \| |                      |          |                            |                 |
| |                      |          |                            |                 |
| Source : ProCyclingStats |                      |          |                            |                 |
| Classement général |                      |          |                            |                 |
| Coureur | Coureur              | Pays     | Équipe                     | Temps           |
| 1er | Mads Pedersen        | Danemark | Lidl-Trek                  | 5 h 36 min 00 s |
| 2e | Mathieu van der Poel | Pays-Bas | Alpecin-Deceuninck         | + 0 s           |
| 3e | Jordi Meeus          | Belgique | Bora-Hansgrohe             | + 16 s          |
| 4e | Jasper Philipsen     | Belgique | Alpecin-Deceuninck         | + 16 s          |
| 5e | Jonathan Milan       | Italie   | Lidl-Trek                  | + 16 s          |
| 6e | Olav Kooij           | Pays-Bas | Team Visma \| Lease a Bike | + 16 s          |
| 7e | Biniam Girmay        | Érythrée | Intermarché-Wanty          | + 16 s          |
| 8e | Tim Merlier          | Belgique | Soudal Quick-Step          | + 16 s          |
| 9e | Dylan Groenewegen    | Pays-Bas | Team Jayco AlUla           | + 16 s          |
| 10e | Matteo Trentin       | Italie   | Tudor Pro Cycling Team     | + 16 s          |

### Classement UCI
La course attribue des points au Classement mondial UCI 2024 selon le barème suivant :
| Position           | 1er | 2e  | 3e  | 4e  | 5e  | 6e  | 7e  | 8e  | 9e  | 10e | 11e | 12e | 13e | 14e | 15e | 16e à 20e | 21e à 30e | 31e à 50e | 51e à 55e | 56e à 60e |
| Classement général | 500 | 400 | 325 | 275 | 225 | 175 | 150 | 125 | 100 | 85  | 70  | 60  | 50  | 40  | 35  | 30        | 20        | 10        | 5         | 3         |

## Liste des participants
| Légende | Légende                                                                    | Légende | Légende                                                    |
| ------- | -------------------------------------------------------------------------- | ------- | ---------------------------------------------------------- |
| Num     | Dossard de départ porté par le coureur sur ce Gand-Wevelgem                | Pos     | Position à l'arrivée de la course                          |
|         | Indique un maillot de champion national ou mondial, suivi de sa spécialité | NP      | Indique un coureur qui n'a pas pris le départ de la course |
| AB      | Indique un coureur qui n'a pas terminé la course                           | HD      | Indique un coureur qui a terminé la course hors des délais |

| Team Visma \| Lease a Bike TVL | Team Visma \| Lease a Bike TVL | Team Visma \| Lease a Bike TVL |
| ------------------------------ | ------------------------------ | ------------------------------ |
| Num                            | Coureur                        | Pos                            |
| 1                              | Tiesj Benoot (BEL)             |                                |
| 2                              | Olav Kooij (NED)               |                                |
| 3                              | Jan Tratnik (SLO)              | AB                             |
| 4                              | Edoardo Affini (ITA)           |                                |
| 5                              | Tosh Van der Sande (BEL)       |                                |
| 6                              | Mick van Dijke (NED)           |                                |
| 7                              | Tim van Dijke (NED)            |                                |

| Alpecin-Deceuninck ADC | Alpecin-Deceuninck ADC             | Alpecin-Deceuninck ADC |
| ---------------------- | ---------------------------------- | ---------------------- |
| Num                    | Coureur                            | Pos                    |
| 11                     | Mathieu van der Poel (NED) (route) |                        |
| 12                     | Jasper Philipsen (BEL)             |                        |
| 13                     | Timo Kielich (BEL)                 |                        |
| 14                     | Søren Kragh Andersen (DEN)         |                        |
| 15                     | Silvan Dillier (SUI)               |                        |
| 16                     | Ramon Sinkeldam (NED)              |                        |
| 17                     | Gianni Vermeersch (BEL)            |                        |

| Intermarché-Wanty IWA | Intermarché-Wanty IWA  | Intermarché-Wanty IWA |
| --------------------- | ---------------------- | --------------------- |
| Num                   | Coureur                | Pos                   |
| 21                    | Biniam Girmay (ERI)    |                       |
| 22                    | Madis Mihkels (EST)    |                       |
| 23                    | Hugo Page (FRA)        |                       |
| 24                    | Laurenz Rex (BEL)      |                       |
| 25                    | Adrien Petit (FRA)     |                       |
| 26                    | Mike Teunissen (NED)   |                       |
| 27                    | Georg Zimmermann (GER) |                       |

| Soudal Quick-Step SOQ | Soudal Quick-Step SOQ    | Soudal Quick-Step SOQ |
| --------------------- | ------------------------ | --------------------- |
| Num                   | Coureur                  | Pos                   |
| 31                    | Tim Merlier (BEL)        |                       |
| 32                    | Yves Lampaert (BEL)      |                       |
| 33                    | Gil Gelders (BEL)        |                       |
| 34                    | Josef Černý (CZE)        |                       |
| 35                    | Bert Van Lerberghe (BEL) |                       |
| 36                    | Kasper Asgreen (DEN)     |                       |
| 37                    | Luke Lamperti (USA)      |                       |

| Arkéa-B&B Hotels ARK | Arkéa-B&B Hotels ARK  | Arkéa-B&B Hotels ARK |
| -------------------- | --------------------- | -------------------- |
| Num                  | Coureur               | Pos                  |
| 41                   | Arnaud Démare (FRA)   |                      |
| 42                   | David Dekker (NED)    |                      |
| 43                   | Mathis Le Berre (FRA) |                      |
| 44                   | Luca Mozzato (ITA)    |                      |
| 45                   | Daniel McLay (GBR)    |                      |
| 46                   | Miles Scotson (AUS)   |                      |
| 47                   | Alan Riou (FRA)       |                      |

| Astana Qazaqstan Team AST | Astana Qazaqstan Team AST | Astana Qazaqstan Team AST |
| ------------------------- | ------------------------- | ------------------------- |
| Num                       | Coureur                   | Pos                       |
| 51                        | Cees Bol (NED)            |                           |
| 52                        | Yevgeniy Fedorov (KAZ)    |                           |
| 53                        | Michele Gazzoli (ITA)     |                           |
| 54                        | Yevgeniy Gidich (KAZ)     |                           |
| 55                        | Max Kanter (GER)          |                           |
| 56                        | Michael Mørkøv (DEN)      |                           |
| 57                        | Gleb Syritsa              |                           |

| Bahrain Victorious TBV | Bahrain Victorious TBV    | Bahrain Victorious TBV |
| ---------------------- | ------------------------- | ---------------------- |
| Num                    | Coureur                   | Pos                    |
| 61                     | Matej Mohorič (SLO)       |                        |
| 62                     | Matevž Govekar (SLO)      |                        |
| 63                     | Kamil Gradek (POL)        |                        |
| 64                     | Fran Miholjević (CRO)     |                        |
| 65                     | Andrea Pasqualon (ITA)    |                        |
| 66                     | Dušan Rajović (SRB)       |                        |
| 67                     | Fred Wright (GBR) (route) |                        |

| Bora-Hansgrohe BOH | Bora-Hansgrohe BOH     | Bora-Hansgrohe BOH |
| ------------------ | ---------------------- | ------------------ |
| Num                | Coureur                | Pos                |
| 71                 | Jordi Meeus (BEL)      |                    |
| 72                 | Nico Denz (GER)        |                    |
| 73                 | Marco Haller (AUT)     |                    |
| 74                 | Filip Maciejuk (POL)   |                    |
| 75                 | Ryan Mullen (IRL)      |                    |
| 76                 | Luis-Joe Lührs (GER)   |                    |
| 77                 | Danny van Poppel (NED) |                    |

| Cofidis COF | Cofidis COF                 | Cofidis COF |
| ----------- | --------------------------- | ----------- |
| Num         | Coureur                     | Pos         |
| 81          | Piet Allegaert (BEL)        |             |
| 82          | Stanisław Aniołkowski (POL) |             |
| 83          | Aimé De Gendt (BEL)         |             |
| 84          | Milan Fretin (BEL)          |             |
| 85          | Nolann Mahoudo (FRA)        |             |
| 86          | Alexis Renard (FRA)         |             |
| 87          | Axel Zingle (FRA)           |             |

| Decathlon-AG2R La Mondiale DAT | Decathlon-AG2R La Mondiale DAT | Decathlon-AG2R La Mondiale DAT |
| ------------------------------ | ------------------------------ | ------------------------------ |
| Num                            | Coureur                        | Pos                            |
| 91                             | Oliver Naesen (BEL)            |                                |
| 92                             | Edvald Boasson Hagen (NOR)     |                                |
| 93                             | Dries De Bondt (BEL)           |                                |
| 94                             | Sander De Pestel (BEL)         |                                |
| 95                             | Pierre Gautherat (FRA)         |                                |
| 96                             | Jordan Labrosse (FRA)          |                                |
| 97                             | Sam Bennett (IRL)              |                                |

| EF Education-EasyPost EFE | EF Education-EasyPost EFE | EF Education-EasyPost EFE |
| ------------------------- | ------------------------- | ------------------------- |
| Num                       | Coureur                   | Pos                       |
| 101                       | Stefan Bissegger (SUI)    |                           |
| 103                       | Jack Rootkin-Gray (GBR)   |                           |
| 104                       | Jonas Rutsch (GER)        |                           |
| 105                       | Harry Sweeny (AUS)        |                           |
| 106                       | Michael Valgren (DEN)     |                           |
| 107                       | Yuhi Todome (JPN)         |                           |

| Groupama-FDJ GFC | Groupama-FDJ GFC        | Groupama-FDJ GFC |
| ---------------- | ----------------------- | ---------------- |
| Num              | Coureur                 | Pos              |
| 111              | Stefan Küng (SUI)       |                  |
| 112              | Lewis Askey (GBR)       |                  |
| 113              | Sven Erik Bystrøm (NOR) |                  |
| 114              | Olivier Le Gac (FRA)    |                  |
| 115              | Fabian Lienhard (SUI)   |                  |
| 116              | Laurence Pithie (NZL)   |                  |
| 117              | Clément Russo (FRA)     |                  |

| Ineos Grenadiers IGD | Ineos Grenadiers IGD           | Ineos Grenadiers IGD |
| -------------------- | ------------------------------ | -------------------- |
| Num                  | Coureur                        | Pos                  |
| 121                  | Jhonatan Narváez (ECU) (route) |                      |
| 122                  | Elia Viviani (ITA)             |                      |
| 123                  | Cameron Wurf (AUS)             |                      |
| 124                  | Magnus Sheffield (USA)         |                      |
| 125                  | Ben Swift (GBR)                |                      |
| 126                  | Connor Swift (GBR)             |                      |
| 127                  | Ben Turner (GBR)               |                      |

| Lidl-Trek LTK | Lidl-Trek LTK             | Lidl-Trek LTK |
| ------------- | ------------------------- | ------------- |
| Num           | Coureur                   | Pos           |
| 131           | Mads Pedersen (DEN)       |               |
| 132           | Otto Vergaerde (BEL)      |               |
| 133           | Edward Theuns (BEL)       |               |
| 134           | Daan Hoole (NED)          |               |
| 135           | Alex Kirsch (LUX) (route) |               |
| 136           | Jonathan Milan (ITA)      |               |
| 137           | Jasper Stuyven (BEL)      |               |

| Movistar Team MOV | Movistar Team MOV       | Movistar Team MOV |
| ----------------- | ----------------------- | ----------------- |
| Num               | Coureur                 | Pos               |
| 141               | Fernando Gaviria (COL)  |                   |
| 142               | Mathias Norsgaard (DEN) |                   |
| 143               | Johan Jacobs (SUI)      |                   |
| 144               | Davide Cimolai (ITA)    |                   |
| 145               | Manlio Moro (ITA)       |                   |
| 146               | Lorenzo Milesi (ITA)    |                   |
| 147               | Albert Torres (ESP)     |                   |

| Team dsm-firmenich PostNL DFP | Team dsm-firmenich PostNL DFP | Team dsm-firmenich PostNL DFP |
| ----------------------------- | ----------------------------- | ----------------------------- |
| Num                           | Coureur                       | Pos                           |
| 151                           | John Degenkolb (GER)          |                               |
| 152                           | Patrick Eddy (AUS)            |                               |
| 153                           | Julius van den Berg (NED)     |                               |
| 154                           | Nils Eekhoff (NED)            |                               |
| 155                           | Enzo Leijnse (NED)            |                               |
| 156                           | Niklas Märkl (GER)            |                               |
| 157                           | Casper van Uden (NED)         |                               |

| Team Jayco AlUla JAY | Team Jayco AlUla JAY    | Team Jayco AlUla JAY |
| -------------------- | ----------------------- | -------------------- |
| Num                  | Coureur                 | Pos                  |
| 161                  | Michael Matthews (AUS)  |                      |
| 162                  | Luke Durbridge (AUS)    |                      |
| 163                  | Dylan Groenewegen (NED) |                      |
| 164                  | Luka Mezgec (SLO)       |                      |
| 165                  | Kelland O'Brien (AUS)   |                      |
| 166                  | Elmar Reinders (NED)    |                      |
| 167                  | Max Walscheid (GER)     |                      |

| UAE Team Emirates UAD | UAE Team Emirates UAD      | UAE Team Emirates UAD |
| --------------------- | -------------------------- | --------------------- |
| Num                   | Coureur                    | Pos                   |
| 171                   | Sebastián Molano (COL)     |                       |
| 172                   | Ivo Oliveira (POR) (route) |                       |
| 173                   | Mikkel Bjerg (DEN)         |                       |
| 174                   | Álvaro Hodeg (COL)         |                       |
| 175                   | António Morgado (POR)      |                       |
| 176                   | Nils Politt (GER)          |                       |
| 177                   | Michael Vink (NZL)         |                       |

| Israel-Premier Tech IPT | Israel-Premier Tech IPT | Israel-Premier Tech IPT |
| ----------------------- | ----------------------- | ----------------------- |
| Num                     | Coureur                 | Pos                     |
| 181                     | Hugo Hofstetter (FRA)   |                         |
| 182                     | Hugo Houle (CAN)        |                         |
| 183                     | Oded Kogut (ISR)        |                         |
| 184                     | Riley Pickrell (CAN)    |                         |
| 185                     | Jake Stewart (GBR)      |                         |
| 186                     | Corbin Strong (NZL)     |                         |
| 187                     | Tom Van Asbroeck (BEL)  |                         |

| Lotto Dstny LTD | Lotto Dstny LTD          | Lotto Dstny LTD |
| --------------- | ------------------------ | --------------- |
| Num             | Coureur                  | Pos             |
| 191             | Arnaud De Lie (BEL)      |                 |
| 193             | Cédric Beullens (BEL)    |                 |
| 194             | Mathijs Paasschens (NED) |                 |
| 195             | Lionel Taminiaux (BEL)   |                 |
| 196             | Liam Slock (BEL)         |                 |
| 197             | Brent Van Moer (BEL)     |                 |
| 198             | Jasper De Buyst (BEL)    |                 |

| Uno-X Mobility UXM | Uno-X Mobility UXM          | Uno-X Mobility UXM |
| ------------------ | --------------------------- | ------------------ |
| Num                | Coureur                     | Pos                |
| 201                | Alexander Kristoff (NOR)    | NP                 |
| 202                | Jonas Abrahamsen (NOR)      |                    |
| 203                | Stian Fredheim (NOR)        |                    |
| 204                | Tord Gudmestad (NOR)        |                    |
| 205                | Erik Nordsæter Resell (NOR) |                    |
| 206                | Rasmus Tiller (NOR)         |                    |
| 207                | William Blume Levy (DEN)    |                    |

| Q36.5 Pro Cycling Team Q36 | Q36.5 Pro Cycling Team Q36 | Q36.5 Pro Cycling Team Q36 |
| -------------------------- | -------------------------- | -------------------------- |
| Num                        | Coureur                    | Pos                        |
| 211                        | Szymon Sajnok (POL)        |                            |
| 212                        | Fabio Christen (SUI)       |                            |
| 213                        | Tobias Ludvigsson (SWE)    |                            |
| 214                        | Kamil Małecki (POL)        |                            |
| 215                        | Cyrus Monk (AUS)           |                            |
| 217                        | Nicolò Parisini (ITA)      |                            |

| Team Flanders-Baloise TFB | Team Flanders-Baloise TFB | Team Flanders-Baloise TFB |
| ------------------------- | ------------------------- | ------------------------- |
| Num                       | Coureur                   | Pos                       |
| 221                       | Lars Craps (BEL)          |                           |
| 222                       | Jasper Dejaegher (BEL)    | AB                        |
| 223                       | Siebe Deweirdt (BEL)      |                           |
| 224                       | Jules Hesters (BEL)       |                           |
| 225                       | Noah Vandenbranden (BEL)  |                           |
| 226                       | Yentl Vandevelde (BEL)    |                           |
| 227                       | Dylan Vandenstorme (BEL)  |                           |

| TotalEnergies TEN | TotalEnergies TEN       | TotalEnergies TEN |
| ----------------- | ----------------------- | ----------------- |
| Num               | Coureur                 | Pos               |
| 231               | Dries Van Gestel (BEL)  |                   |
| 232               | Lucas Boniface (FRA)    |                   |
| 233               | Sandy Dujardin (FRA)    |                   |
| 234               | Thomas Gachignard (FRA) |                   |
| 235               | Émilien Jeannière (FRA) |                   |
| 236               | Lorrenzo Manzin (FRA)   |                   |
| 237               | Anthony Turgis (FRA)    |                   |

| Tudor Pro Cycling Team TUD | Tudor Pro Cycling Team TUD     | Tudor Pro Cycling Team TUD |
| -------------------------- | ------------------------------ | -------------------------- |
| Num                        | Coureur                        | Pos                        |
| 241                        | Matteo Trentin (ITA)           |                            |
| 242                        | Sebastian Kolze Changizi (DEN) |                            |
| 243                        | Jacob Eriksson (SWE)           |                            |
| 244                        | Petr Kelemen (CZE)             |                            |
| 245                        | Marius Mayrhofer (GER)         |                            |
| 246                        | Rick Pluimers (NED)            |                            |
| 247                        | Maikel Zijlaard (NED)          |                            |

| Team Visma \| Lease a Bike TVL | Team Visma \| Lease a Bike TVL | Team Visma \| Lease a Bike TVL |
| ------------------------------ | ------------------------------ | ------------------------------ |
| Num                            | Coureur                        | Pos                            |
| 1                              | Tiesj Benoot (BEL)             |                                |
| 2                              | Olav Kooij (NED)               |                                |
| 3                              | Jan Tratnik (SLO)              | AB                             |
| 4                              | Edoardo Affini (ITA)           |                                |
| 5                              | Tosh Van der Sande (BEL)       |                                |
| 6                              | Mick van Dijke (NED)           |                                |
| 7                              | Tim van Dijke (NED)            |                                |

| Alpecin-Deceuninck ADC | Alpecin-Deceuninck ADC             | Alpecin-Deceuninck ADC |
| ---------------------- | ---------------------------------- | ---------------------- |
| Num                    | Coureur                            | Pos                    |
| 11                     | Mathieu van der Poel (NED) (route) |                        |
| 12                     | Jasper Philipsen (BEL)             |                        |
| 13                     | Timo Kielich (BEL)                 |                        |
| 14                     | Søren Kragh Andersen (DEN)         |                        |
| 15                     | Silvan Dillier (SUI)               |                        |
| 16                     | Ramon Sinkeldam (NED)              |                        |
| 17                     | Gianni Vermeersch (BEL)            |                        |

| Intermarché-Wanty IWA | Intermarché-Wanty IWA  | Intermarché-Wanty IWA |
| --------------------- | ---------------------- | --------------------- |
| Num                   | Coureur                | Pos                   |
| 21                    | Biniam Girmay (ERI)    |                       |
| 22                    | Madis Mihkels (EST)    |                       |
| 23                    | Hugo Page (FRA)        |                       |
| 24                    | Laurenz Rex (BEL)      |                       |
| 25                    | Adrien Petit (FRA)     |                       |
| 26                    | Mike Teunissen (NED)   |                       |
| 27                    | Georg Zimmermann (GER) |                       |

| Soudal Quick-Step SOQ | Soudal Quick-Step SOQ    | Soudal Quick-Step SOQ |
| --------------------- | ------------------------ | --------------------- |
| Num                   | Coureur                  | Pos                   |
| 31                    | Tim Merlier (BEL)        |                       |
| 32                    | Yves Lampaert (BEL)      |                       |
| 33                    | Gil Gelders (BEL)        |                       |
| 34                    | Josef Černý (CZE)        |                       |
| 35                    | Bert Van Lerberghe (BEL) |                       |
| 36                    | Kasper Asgreen (DEN)     |                       |
| 37                    | Luke Lamperti (USA)      |                       |

| Arkéa-B&B Hotels ARK | Arkéa-B&B Hotels ARK  | Arkéa-B&B Hotels ARK |
| -------------------- | --------------------- | -------------------- |
| Num                  | Coureur               | Pos                  |
| 41                   | Arnaud Démare (FRA)   |                      |
| 42                   | David Dekker (NED)    |                      |
| 43                   | Mathis Le Berre (FRA) |                      |
| 44                   | Luca Mozzato (ITA)    |                      |
| 45                   | Daniel McLay (GBR)    |                      |
| 46                   | Miles Scotson (AUS)   |                      |
| 47                   | Alan Riou (FRA)       |                      |

| Astana Qazaqstan Team AST | Astana Qazaqstan Team AST | Astana Qazaqstan Team AST |
| ------------------------- | ------------------------- | ------------------------- |
| Num                       | Coureur                   | Pos                       |
| 51                        | Cees Bol (NED)            |                           |
| 52                        | Yevgeniy Fedorov (KAZ)    |                           |
| 53                        | Michele Gazzoli (ITA)     |                           |
| 54                        | Yevgeniy Gidich (KAZ)     |                           |
| 55                        | Max Kanter (GER)          |                           |
| 56                        | Michael Mørkøv (DEN)      |                           |
| 57                        | Gleb Syritsa              |                           |

| Bahrain Victorious TBV | Bahrain Victorious TBV    | Bahrain Victorious TBV |
| ---------------------- | ------------------------- | ---------------------- |
| Num                    | Coureur                   | Pos                    |
| 61                     | Matej Mohorič (SLO)       |                        |
| 62                     | Matevž Govekar (SLO)      |                        |
| 63                     | Kamil Gradek (POL)        |                        |
| 64                     | Fran Miholjević (CRO)     |                        |
| 65                     | Andrea Pasqualon (ITA)    |                        |
| 66                     | Dušan Rajović (SRB)       |                        |
| 67                     | Fred Wright (GBR) (route) |                        |

| Bora-Hansgrohe BOH | Bora-Hansgrohe BOH     | Bora-Hansgrohe BOH |
| ------------------ | ---------------------- | ------------------ |
| Num                | Coureur                | Pos                |
| 71                 | Jordi Meeus (BEL)      |                    |
| 72                 | Nico Denz (GER)        |                    |
| 73                 | Marco Haller (AUT)     |                    |
| 74                 | Filip Maciejuk (POL)   |                    |
| 75                 | Ryan Mullen (IRL)      |                    |
| 76                 | Luis-Joe Lührs (GER)   |                    |
| 77                 | Danny van Poppel (NED) |                    |

| Cofidis COF | Cofidis COF                 | Cofidis COF |
| ----------- | --------------------------- | ----------- |
| Num         | Coureur                     | Pos         |
| 81          | Piet Allegaert (BEL)        |             |
| 82          | Stanisław Aniołkowski (POL) |             |
| 83          | Aimé De Gendt (BEL)         |             |
| 84          | Milan Fretin (BEL)          |             |
| 85          | Nolann Mahoudo (FRA)        |             |
| 86          | Alexis Renard (FRA)         |             |
| 87          | Axel Zingle (FRA)           |             |

| Decathlon-AG2R La Mondiale DAT | Decathlon-AG2R La Mondiale DAT | Decathlon-AG2R La Mondiale DAT |
| ------------------------------ | ------------------------------ | ------------------------------ |
| Num                            | Coureur                        | Pos                            |
| 91                             | Oliver Naesen (BEL)            |                                |
| 92                             | Edvald Boasson Hagen (NOR)     |                                |
| 93                             | Dries De Bondt (BEL)           |                                |
| 94                             | Sander De Pestel (BEL)         |                                |
| 95                             | Pierre Gautherat (FRA)         |                                |
| 96                             | Jordan Labrosse (FRA)          |                                |
| 97                             | Sam Bennett (IRL)              |                                |

| EF Education-EasyPost EFE | EF Education-EasyPost EFE | EF Education-EasyPost EFE |
| ------------------------- | ------------------------- | ------------------------- |
| Num                       | Coureur                   | Pos                       |
| 101                       | Stefan Bissegger (SUI)    |                           |
| 103                       | Jack Rootkin-Gray (GBR)   |                           |
| 104                       | Jonas Rutsch (GER)        |                           |
| 105                       | Harry Sweeny (AUS)        |                           |
| 106                       | Michael Valgren (DEN)     |                           |
| 107                       | Yuhi Todome (JPN)         |                           |

| Groupama-FDJ GFC | Groupama-FDJ GFC        | Groupama-FDJ GFC |
| ---------------- | ----------------------- | ---------------- |
| Num              | Coureur                 | Pos              |
| 111              | Stefan Küng (SUI)       |                  |
| 112              | Lewis Askey (GBR)       |                  |
| 113              | Sven Erik Bystrøm (NOR) |                  |
| 114              | Olivier Le Gac (FRA)    |                  |
| 115              | Fabian Lienhard (SUI)   |                  |
| 116              | Laurence Pithie (NZL)   |                  |
| 117              | Clément Russo (FRA)     |                  |

| Ineos Grenadiers IGD | Ineos Grenadiers IGD           | Ineos Grenadiers IGD |
| -------------------- | ------------------------------ | -------------------- |
| Num                  | Coureur                        | Pos                  |
| 121                  | Jhonatan Narváez (ECU) (route) |                      |
| 122                  | Elia Viviani (ITA)             |                      |
| 123                  | Cameron Wurf (AUS)             |                      |
| 124                  | Magnus Sheffield (USA)         |                      |
| 125                  | Ben Swift (GBR)                |                      |
| 126                  | Connor Swift (GBR)             |                      |
| 127                  | Ben Turner (GBR)               |                      |

| Lidl-Trek LTK | Lidl-Trek LTK             | Lidl-Trek LTK |
| ------------- | ------------------------- | ------------- |
| Num           | Coureur                   | Pos           |
| 131           | Mads Pedersen (DEN)       |               |
| 132           | Otto Vergaerde (BEL)      |               |
| 133           | Edward Theuns (BEL)       |               |
| 134           | Daan Hoole (NED)          |               |
| 135           | Alex Kirsch (LUX) (route) |               |
| 136           | Jonathan Milan (ITA)      |               |
| 137           | Jasper Stuyven (BEL)      |               |

| Movistar Team MOV | Movistar Team MOV       | Movistar Team MOV |
| ----------------- | ----------------------- | ----------------- |
| Num               | Coureur                 | Pos               |
| 141               | Fernando Gaviria (COL)  |                   |
| 142               | Mathias Norsgaard (DEN) |                   |
| 143               | Johan Jacobs (SUI)      |                   |
| 144               | Davide Cimolai (ITA)    |                   |
| 145               | Manlio Moro (ITA)       |                   |
| 146               | Lorenzo Milesi (ITA)    |                   |
| 147               | Albert Torres (ESP)     |                   |

| Team dsm-firmenich PostNL DFP | Team dsm-firmenich PostNL DFP | Team dsm-firmenich PostNL DFP |
| ----------------------------- | ----------------------------- | ----------------------------- |
| Num                           | Coureur                       | Pos                           |
| 151                           | John Degenkolb (GER)          |                               |
| 152                           | Patrick Eddy (AUS)            |                               |
| 153                           | Julius van den Berg (NED)     |                               |
| 154                           | Nils Eekhoff (NED)            |                               |
| 155                           | Enzo Leijnse (NED)            |                               |
| 156                           | Niklas Märkl (GER)            |                               |
| 157                           | Casper van Uden (NED)         |                               |

| Team Jayco AlUla JAY | Team Jayco AlUla JAY    | Team Jayco AlUla JAY |
| -------------------- | ----------------------- | -------------------- |
| Num                  | Coureur                 | Pos                  |
| 161                  | Michael Matthews (AUS)  |                      |
| 162                  | Luke Durbridge (AUS)    |                      |
| 163                  | Dylan Groenewegen (NED) |                      |
| 164                  | Luka Mezgec (SLO)       |                      |
| 165                  | Kelland O'Brien (AUS)   |                      |
| 166                  | Elmar Reinders (NED)    |                      |
| 167                  | Max Walscheid (GER)     |                      |

| UAE Team Emirates UAD | UAE Team Emirates UAD      | UAE Team Emirates UAD |
| --------------------- | -------------------------- | --------------------- |
| Num                   | Coureur                    | Pos                   |
| 171                   | Sebastián Molano (COL)     |                       |
| 172                   | Ivo Oliveira (POR) (route) |                       |
| 173                   | Mikkel Bjerg (DEN)         |                       |
| 174                   | Álvaro Hodeg (COL)         |                       |
| 175                   | António Morgado (POR)      |                       |
| 176                   | Nils Politt (GER)          |                       |
| 177                   | Michael Vink (NZL)         |                       |

| Israel-Premier Tech IPT | Israel-Premier Tech IPT | Israel-Premier Tech IPT |
| ----------------------- | ----------------------- | ----------------------- |
| Num                     | Coureur                 | Pos                     |
| 181                     | Hugo Hofstetter (FRA)   |                         |
| 182                     | Hugo Houle (CAN)        |                         |
| 183                     | Oded Kogut (ISR)        |                         |
| 184                     | Riley Pickrell (CAN)    |                         |
| 185                     | Jake Stewart (GBR)      |                         |
| 186                     | Corbin Strong (NZL)     |                         |
| 187                     | Tom Van Asbroeck (BEL)  |                         |

| Lotto Dstny LTD | Lotto Dstny LTD          | Lotto Dstny LTD |
| --------------- | ------------------------ | --------------- |
| Num             | Coureur                  | Pos             |
| 191             | Arnaud De Lie (BEL)      |                 |
| 193             | Cédric Beullens (BEL)    |                 |
| 194             | Mathijs Paasschens (NED) |                 |
| 195             | Lionel Taminiaux (BEL)   |                 |
| 196             | Liam Slock (BEL)         |                 |
| 197             | Brent Van Moer (BEL)     |                 |
| 198             | Jasper De Buyst (BEL)    |                 |

| Uno-X Mobility UXM | Uno-X Mobility UXM          | Uno-X Mobility UXM |
| ------------------ | --------------------------- | ------------------ |
| Num                | Coureur                     | Pos                |
| 201                | Alexander Kristoff (NOR)    | NP                 |
| 202                | Jonas Abrahamsen (NOR)      |                    |
| 203                | Stian Fredheim (NOR)        |                    |
| 204                | Tord Gudmestad (NOR)        |                    |
| 205                | Erik Nordsæter Resell (NOR) |                    |
| 206                | Rasmus Tiller (NOR)         |                    |
| 207                | William Blume Levy (DEN)    |                    |

| Q36.5 Pro Cycling Team Q36 | Q36.5 Pro Cycling Team Q36 | Q36.5 Pro Cycling Team Q36 |
| -------------------------- | -------------------------- | -------------------------- |
| Num                        | Coureur                    | Pos                        |
| 211                        | Szymon Sajnok (POL)        |                            |
| 212                        | Fabio Christen (SUI)       |                            |
| 213                        | Tobias Ludvigsson (SWE)    |                            |
| 214                        | Kamil Małecki (POL)        |                            |
| 215                        | Cyrus Monk (AUS)           |                            |
| 217                        | Nicolò Parisini (ITA)      |                            |

| Team Flanders-Baloise TFB | Team Flanders-Baloise TFB | Team Flanders-Baloise TFB |
| ------------------------- | ------------------------- | ------------------------- |
| Num                       | Coureur                   | Pos                       |
| 221                       | Lars Craps (BEL)          |                           |
| 222                       | Jasper Dejaegher (BEL)    | AB                        |
| 223                       | Siebe Deweirdt (BEL)      |                           |
| 224                       | Jules Hesters (BEL)       |                           |
| 225                       | Noah Vandenbranden (BEL)  |                           |
| 226                       | Yentl Vandevelde (BEL)    |                           |
| 227                       | Dylan Vandenstorme (BEL)  |                           |

| TotalEnergies TEN | TotalEnergies TEN       | TotalEnergies TEN |
| ----------------- | ----------------------- | ----------------- |
| Num               | Coureur                 | Pos               |
| 231               | Dries Van Gestel (BEL)  |                   |
| 232               | Lucas Boniface (FRA)    |                   |
| 233               | Sandy Dujardin (FRA)    |                   |
| 234               | Thomas Gachignard (FRA) |                   |
| 235               | Émilien Jeannière (FRA) |                   |
| 236               | Lorrenzo Manzin (FRA)   |                   |
| 237               | Anthony Turgis (FRA)    |                   |

| Tudor Pro Cycling Team TUD | Tudor Pro Cycling Team TUD     | Tudor Pro Cycling Team TUD |
| -------------------------- | ------------------------------ | -------------------------- |
| Num                        | Coureur                        | Pos                        |
| 241                        | Matteo Trentin (ITA)           |                            |
| 242                        | Sebastian Kolze Changizi (DEN) |                            |
| 243                        | Jacob Eriksson (SWE)           |                            |
| 244                        | Petr Kelemen (CZE)             |                            |
| 245                        | Marius Mayrhofer (GER)         |                            |
| 246                        | Rick Pluimers (NED)            |                            |
| 247                        | Maikel Zijlaard (NED)          |                            |

## Diffusion TV
France : La chaîne L'Equipe, Eurosport